# Maktar
Maktar (in arabo مكتر, in latino Mactaris) è una moderna città situata nel nord della Tunisia, nel governatorato di Siliana. Nei pressi si trovano le rovine dell'antica città romana di Mactaris, fondata dai Numidi e distrutta dalla tribù di Banu Hillal nel X secolo.
La città moderna è situata a 900 m di quota, sul versante di una gravina opposto al sito dei resti romani, ed è nota per i suoi panorami e per il clima temperato.